# Philip Vaughan
Philip Vaughan (* um 1757; † 1824 in Kidwelly) aus Carmarthen war ein Eisengießer, Schmied und Blechhersteller, der sich als erster ein Kugellager patentieren ließ.

## Leben

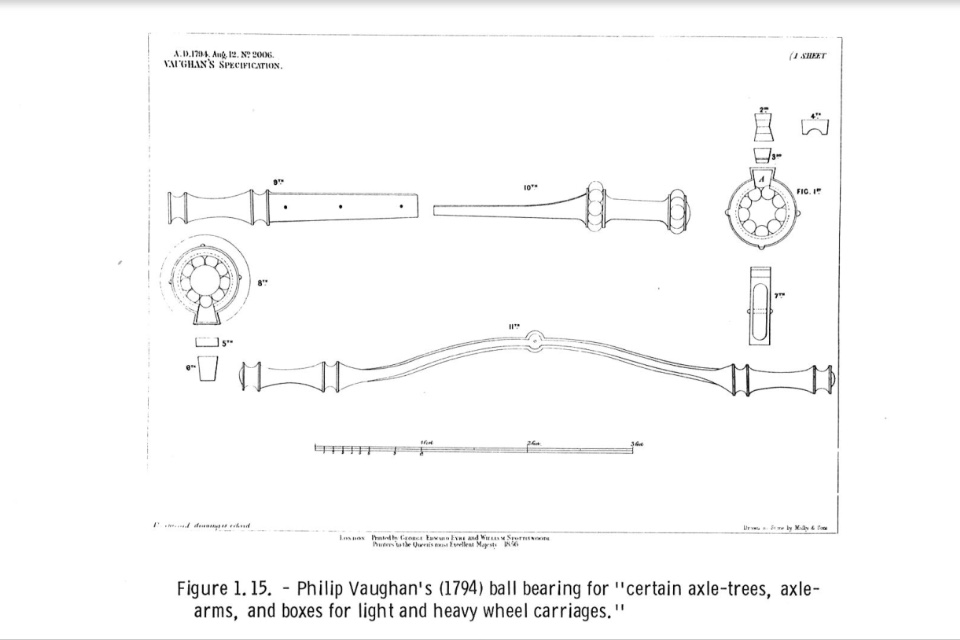
Kugellager von 1794

Vaughan war ein Sohn von William Vaughan, der 1780 bis 1796 als Manager bei Caerphilly Furnace GLA arbeitete. Sein Onkel war Thomas Vaughan (1731–1822). Er war 1793 Vertreter des Besitzers der Eisenhütte in Carmarthen, Robert Morgan. Im gleichen Jahr heiratete er. Am 12. August 1794 ließ er sich das englische Patent Nr. 2006 auf ein Kugellager für Wagen sichern. In der Patentschrift beschrieb er, wie Eisenkugeln zwischen dem Rad und der Achse eines Wagens platziert werden müssen, damit sich die Wagenräder frei drehen können und so die Reibung verringert werden kann. Er wurde später Eigentümer der Carmarthen Iron Foundry und Betreiber etablierter Zinnhütten in Kidwelly CMN und (Mit-)Eigentümer einer Weißblechfabrik in Redbrook Redbrook on the Wye. Einer seiner Söhne, ebenfalls mit Namen Philip, wurde Anwalt und Bürgermeister von Brecon.
Am 24. Mai 1824 verfasste Vaughan sein Testament.